# Jaarbeursplein (sneltramhalte)
CS Jaarbeursplein is een van de haltes van de Utrechtse sneltram en is gelegen in de stad Utrecht. Tot de koppeling van de trajecten Utrecht Centraal - Nieuwegein/IJsselstein en Utrecht Centraal - P+R Science Park was deze halte de tijdelijke eindhalte van de Utrechtse sneltram gedurende de verbouwing van het Centraal station tot OV-terminal.
De halte ligt op het Jaarbeursplein op de plek waar tot in 2012 de parkeergarage stond, nabij het Centraal station. In 2019 is met de aanleg en ingebruikname van de Uithoflijn de tramlijn vanaf deze halte doorgetrokken naar de Leidseveertunnel en de OV-Terminal (maar op dit korte gedeelte tot 2 juli 2022 alleen voor remiseritten). In het voorjaar van 2013 is hiervoor al een kantoorgebouw in het verlengde van de halte gesloopt. Het tramtracé buigt hier met een bocht naar links af, over de plek waar de pub the Guardian stond om bij het Park Plaza hotel op de Uithoflijn  aan te sluiten. Het tracégedeelte via de voormalige halte Westplein is definitief vervallen.
Tot april 2013 reden de sneltrams naar de halte Centraal Station Utrecht, bij het busstation noord, deze halte werd echter opgeheven vanwege de werkzaamheden. Sinds 2 juli 2022 rijden de trams vanuit Nieuwegein en IJsselstein door naar CS Centrumzijde, in de buurt van waar de voormalige halte Centraal Station Utrecht stond. Vanaf die halte rijden overdag en doordeweeks de trams verder door naar het Utrecht Science Park (de nieuwe benaming voor De Uithof).
P+R Science Park · WKZ/Máxima · UMC Utrecht · Heidelberglaan · Padualaan · De Kromme Rijn · Stadion Galgenwaard · Station Utrecht Vaartsche Rijn · CS Centrumzijde · CS Jaarbeursplein · Graadt van Roggenweg · 24 Oktoberplein-Zuid · Winkelcentrum Kanaleneiland · Vasco da Gamalaan · Kanaleneiland Zuid · P+R Westraven · Zuilenstein · Batau-Noord · Wijkersloot · Nieuwegein City · Merwestein · Fokkesteeg · Wiersdijk · Nieuwegein-Zuid
P+R Science Park · WKZ/Máxima · UMC Utrecht · Heidelberglaan · Padualaan · De Kromme Rijn · Stadion Galgenwaard · Station Utrecht Vaartsche Rijn · CS Centrumzijde · CS Jaarbeursplein · Graadt van Roggenweg · 24 Oktoberplein-Zuid · Winkelcentrum Kanaleneiland · Vasco da Gamalaan · Kanaleneiland Zuid · P+R Westraven · Zuilenstein · Batau-Noord · Wijkersloot · Nieuwegein City · St. Antonius Ziekenhuis · Doorslag · Hooghe Waerd · Clinckhoeff · Eiteren · Achterveld · Binnenstad · IJsselstein-Zuid